# Progreso (Teksas)
Progreso je grad u američkoj saveznoj državi Teksas. Prema popisu stanovništva iz 2010. u njemu je živjelo 5.507 stanovnika.